# تيودورو أوبيانغ
تيودورو أوبيانغ نغيما مباسوغو (بالإسبانية: Teodoro Obiang Nguema Mbasogo)‏؛ (5 يونيو 1942 -)، رئيس جمهورية غينيا الاستوائية منذ 1979.
ولد في بلدة أكواكان الصغيرة أقصى شرق البلاد، وانضم إلى العسكرية خلال فترة الاستعمار الإسباني، كما ارتاد الأكاديمية العسكرية في زاراغوزا، إسبانيا. عندما كان حاكما عسكريا لجزيرة بيوكو ونائب وزير القوات المسلحة أطاح بسلفه فراسيسكو ماسياس نغوما في 3 أغسطس 1979. أسس حزب غينيا الاستوائية الديمقراطي في 11 أكتوبر 1987، وهو رئيسه حتى الآن.

## روابط خارجية
- تيودورو أوبيانغ على موقع IMDb (الإنجليزية)
- تيودورو أوبيانغ على موقع الموسوعة البريطانية (الإنجليزية)
- تيودورو أوبيانغ على موقع مونزينجر (الألمانية)